# Yepeto
 Yepeto  es una película filmada en colores de Argentina dirigida por Eduardo Calcagno según el guion de Roberto Cossa sobre su obra teatral homónima, con colaboración de Eduardo Calcagno en el guion. El filme se estrenó el 6 de mayo de 1999 y tuvo como protagonistas a Ulises Dumont, Nicolás Cabré, Alejandra Flechner y Malena Figo.
La obra teatral había sido protagonizada (1987-1991) por Ulises Dumont y Darío Grandinetti. El papel que jugó Cabré había sido previamente ofrecido a Diego Torres.

## Sinopsis
La relación entre un viejo escritor y profesor de literatura,  un joven atleta llamado Antonio y Cecilia, novia de Antonio y alumna del profesor en la Facultad que lo ve como algo más que un simple docente.

## Reparto
- Ulises Dumont … Profesor
- Nicolás Cabré … Antonio
- Alejandra Flechner … Patricia
- Malena Figo … Cecilia
- Villanueva Cosse … Don Gerardo
- Pepe Novoa … Colega Uno
- Max Berliner … Perogrullo
- Márgara Alonso … Vecina
- Rubén Szuchmacher … Hombre en el colectivo
- Franco Calcagno … Franco
- Noemí Munt … Profesora
- Alfredo Allende … Entrenador
- Carlos Bernst … Remisero
- Daniel Lambertini … Mozo del bar
- Marcelo D'Andrea … Marginal
- María Marta Guitart … Mujer del subte
- Mariana Garbarino … Cecilia Antúnez
- Gladys Escudero … Estela
- Sebastián Rodrigo Suárez … Pibe con Estela
- Duilio Orso … Alumno de la Facultad
- Lucas Calcagno … Alumno de la Facultad
- Juliana Cosentino … Alumna de la Facultad
- Marina Tamar … Alumna de la Facultad
- María del Valle Barreiro … Alumna de la Facultad
- Mariano Calasso … Alumno de la Facultad
- Leonardo Bossio … Alumno de la Facultad
- Esteban García Padín … Alumno de la Facultad
- Patricia Becker … Farmacéutica
- Anahí Martella … Empleada de la Facultad
- Guillermo Sondevi … Mozo de la pizzería
- Iara Lublinsky
- Guillermo Bergandi … Alumno de la Facultad

## Premios
La película fue galardonada con estas distinciones:
Asociación de Cronistas Cinematográficos de la Argentina en 2000
- Cóndor de Plata al Mejor Actor otorgado a Ulises Dumont.
- Seleccionados  Eduardo Calcagno y Roberto Cossa como candidatos al Cóndor de Plata al Mejor Guion adaptado.
- Seleccionada Yepeto como candidata al Cóndor de Plata a la Mejor Película.
- Seleccionada Alejandra Flechner  como candidata  al Cóndor de Plata a la Mejor Actriz de reparto.

Festival de Cine Ibérico y Latinoamericano de Biarritz 1999
- Premio al Mejor Actor otorgado a Ulises Dumont.
- Premio Sol de Oro a la Mejor Película a Eduardo Calcagno

Festival de Cine Internacional de Frigurgo de 2000
- Premio de la Fundación Internacional Pestalozzi (Pestalozzi International Village Trust) a Eduardo Calcagno
- Seleccionado como candidato al Gran Premio, Eduardo Calcagno

Festival de Cine Internacional de La Habana de 1999
- Premio al Mejor Guion a Roberto Cossa
- Premio Glauber Rocha: Mención especial a Eduardo Calcagno
- Tercer Premio Grand Coral a Eduardo Calcagno
- Premio Vigía a Eduardo Calcagno

Festival de Cine Hispano de Miami 2000
- Premio Golden Egret al Mejor Actor a Ulises Dumont
- Premio al Mejor Guion a Roberto Cossa

Festival de Cine de Santo Domingo 1999
- Premio al Mejor actor a Ulises Dumont

Festival de Cine de Santa Cruz de la Sierra
- Premio al Mejor actor a Ulises Dumont

## Comentarios
Gustavo Noriega en El Amante del Cine escribió:

”En algunos momentos, la mano del director brilla en su invisibilidad… si se compara la audacia de Calcagno respecto de la de sus contemporáneos  (Mignona, Stagnaro…) con sus películas prolijas y temerosas uno no puede menos.”

Diego Battle en La Nación opinó:

”La visión de toda la primera hora de Yepeto resulta todo un placer: una historia construida sin efectismos ni grandielocuencias, con personajes bien trabajados, situaciones y conflictos que jamás lucen forzadas, mucho humor y una saludable carencia de afectación y clisés….no se trata de una obra innovadora (no pretende serlo) pero está hecha con dignidad, inteligencia y profesionalismo”

Ricardo García Oliveri opinó en Clarín dijo:

”Con la misma energía, ironía y humor con que se estrenó hace doce años, Yepeto vuelca en la pantalla la corrosividad y la acidez de su historia. Si la película triunfa es porque la adaptación de la obra original de Roberto Cossa es tanto o, mejor, más lograda que la película misma.”

Manrupe y Portela escriben:

”Esta adaptación de una obra exitosa pone especial énfasis en el miedo a envejecer, mostrando con delicadeza las puntas de un triángulo abierto. Demasiado expositiva por momentos, cálida en otros, trata a los personajes con piedad y admiración.”